# 853
853 (осемстотин петдесет и трета) година по юлианския календар е обикновена година, започваща в неделя. Това е 853-та година от новата ера, 853-та година от първото хилядолетие, 53-та година от 9 век, 3-та година от 6-о десетилетие на 9 век, 4-та година от 850-те години.